# Jan Voss (Maler)

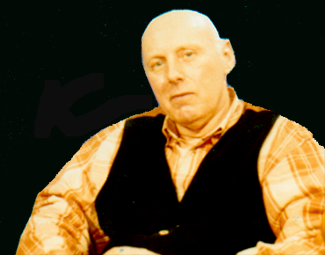
Jan Voss (1995)

 Jan Voss (* 9. Oktober 1936 in Hamburg, Deutschland; lebt in Paris, Frankreich) ist ein deutscher Maler und Grafiker.

## Leben und Werk
Jan Voss verbrachte seine frühe Kindheit und Jugend in Marne in Holstein, bis er 1953 in das Internat Schloss Plön geschickt wird. Von 1956 bis 1960 studierte Voss an der Akademie der Bildenden Künste München. Er lebt seit 1960 in Paris. Von 1966 bis 1967 war er Gastdozent an der Hochschule für Bildende Künste in Hamburg. Von 1987 bis 1992 war er als Nachfolger von Pierre Alechinsky Professor an der École nationale supérieure des beaux-arts de Paris. Seine erste Einzelausstellung hatte er 1962 in der Galerie Baier in Mainz. Zwischen 1969 und 1992 hatte Jan Voss als Mitglied des Deutschen Künstlerbundes insgesamt zwölf Ausstellungsbeteiligungen an den großen Jahresausstellungen des DKB.
Das Grundthema seiner Malerei ist das „Geordnete“ eines sich in ständiger Bewegung befindlichen Chaos einer diffizilen und kleinteiligen Situation. Jan Voss verwendet zahlreiche Materialien und Techniken in seinen Arbeiten. Er arbeitet mit farbintensiven Gemälden auf Leinwand und mit feineren Zeichnungen, die wie Comic-hafte Erzählungen wirken und mit vielen Details aufwarten. Im Jahr 1968 war er mit vier Bildern Teilnehmer der 4. documenta in Kassel.
Er schuf auch Holz- und Papier-Reliefs und Aquarelle. Alle Arbeiten zeichnen sich durch eine Anhäufung von verschiedenen Farb- und Formelementen aus, die ineinandergreifen, sich überschneiden und durch Zeichen und Linien miteinander verbunden sind. Anfangs nur in der zweiten Dimension gehalten, dehnte Voss diese Ausdrucksform auch auf die dritte Dimension aus und begann in den 1980er Jahren seine Bilder zu zerknittern, zu falten, zu zerreißen und zu sägen.

## Ausstellungen (Auswahl)
- 1981: Landesmuseum Oldenburg
- 1997: Kunsthalle zu Kiel
- 1998: Galerie Boisserée, Köln
- 2002: Galerie Boisserée, Köln
- 2002: Villa Zanders, Bergisch Gladbach; Art Cologne, Köln
- 2005: Galerie Boisserée, Köln
- 2008: Galerie Boisserée, Köln
- 2009:  Galerie Ohse, Bremen
- 2011: Galerie Lelong, Paris
- 2011: Galerie Boisserée, Köln
- 2013: Galerie Proarta, Zürich
- 2014: Galerie Georg Nothelfer
- 2015: Galerie Lelong, Paris
- 2016: Galerie Boisserée, Köln
- 2018: Galerie Lelong, Paris
- 2019: Le Carmel, Tarbes
- 2020: Musée Quesnel-Morinière, Coutances
- 2021: Galerie Lelong, Paris